# 費恩班克自然歷史博物館
費恩班克自然历史博物馆（英語：Fernbank Museum of Natural History）是一所位于亚特兰大西部的博物馆，展示有关自然历史的展览和項目。費恩班克博物馆拥有许多永久性展览，并在由葛萊姆·古德（Graham Gund）设计的庞大设施中定期举办临时展览。在費恩班克博物馆的中庭展出有許多中生代巨型恐龍，如阿根廷龙，它長123英尺（37 m），是有史以来最大的恐龙。常设展览“在佐治亚州穿越时空”（A Walk Through Time in Georgia），它讲述了佐治亚州自然历史和地球发展的双重故事。費恩班克博物馆因其最新的永久性展览之一“費恩班克自然探索”（Fernbank NatureQuest）而赢得了多个国家和国际奖项，这是一个由Thinkwell Group设计和制作的儿童沉浸式互动展览。 它获得的奖项包括2012年Thea博物馆展览杰出成就奖 和2011年Event Design最佳博物馆环境铜奖。 附近的費恩班克科学中心是由迪卡爾布县教育委员会运营的独立组织，不隶属於費恩班克博物館。

## 展覽
費恩班克自然历史博物馆展出許多不同的主題，包括：
- 費恩班克自然探索（Fernbank NatureQuest）
- 恐龍廣場（Dinosaur Plaza）
- 中生代巨獸（Giants of the Mesozoic）
- 在佐治亚州穿越时空（A Walk Through Time in Georgia）
- 文化反映（Reflections of Culture）
- 陶土傳情：聖卡瑟琳島的故事（Conveyed in Clay: Stories from St. Catherines Island）
- 館長角（Curator's Corner）
- 貝殼世界（World of Shells）

此外，博物館也提供一些巡迴展出，持續時間在2至4個月不等。

## 外部連結
- Fernbank Museum of Natural History （页面存档备份，存于）